# Aleochara ruficornis
Aleochara ruficornis är en skalbaggsart som beskrevs av Johann Ludwig Christian Gravenhorst 1802. Aleochara ruficornis ingår i släktet Aleochara, och familjen kortvingar. Enligt den finländska rödlistan är arten sårbar i Finland. Arten har ej påträffats i Sverige. Artens livsmiljö är lundskogar.